# أنوية شبه العضدية
الأنوية شبه العضدية  (بالإنجليزية: parabrachial nuclei) وتعرف كذلك بالمركب شبه العضدي هي مجموعة من الأنوية في الجسر الظهري الجانبي الذي يحيط بالسويقة المخيخية العلوية عند دخولها جذع الدماغ من المخيخ. أخذت اسمها من المصطلح اللاتيني للسويقة المخيخية العلوية وهو the brachium conjunctivum. في الدماغ البشري، امتداد السويقة المخيخية العلوية يزيد من امتداد الأنوية شبه العضدية التي تشكل شريطا رقيقا من المادة الرمادية على معظم السويقة. تُقسَّم الأنوية شبه العضدية لدى البشر إلى: نواة شبه عضدية، نواة شبه عضدية وسطية ونواة شبه عضدية جانبية. وبدورها تقسم هذه الأنوية إلى عدة أنوية فرعية: الأنوية العلوية، الظهرية، البطنية، الداخلية، الخارجية؛ النواة الجانبية القصوى، الهلال الجانبي والنواة تحت شبه العضدية (نواة كوليكر-فيوس) بالإضافة إلى الهامش البطني الجانبي للمركب شبه العضدي الجانبي، والنواتين الفرعيتين: الوسطية والوسطية الخارجية.